# Gonodonta correcta
Gonodonta correcta är en fjärilsart som beskrevs av Walker 1857. Gonodonta correcta ingår i släktet Gonodonta och familjen nattflyn. Inga underarter finns listade i Catalogue of Life.